# Літуус

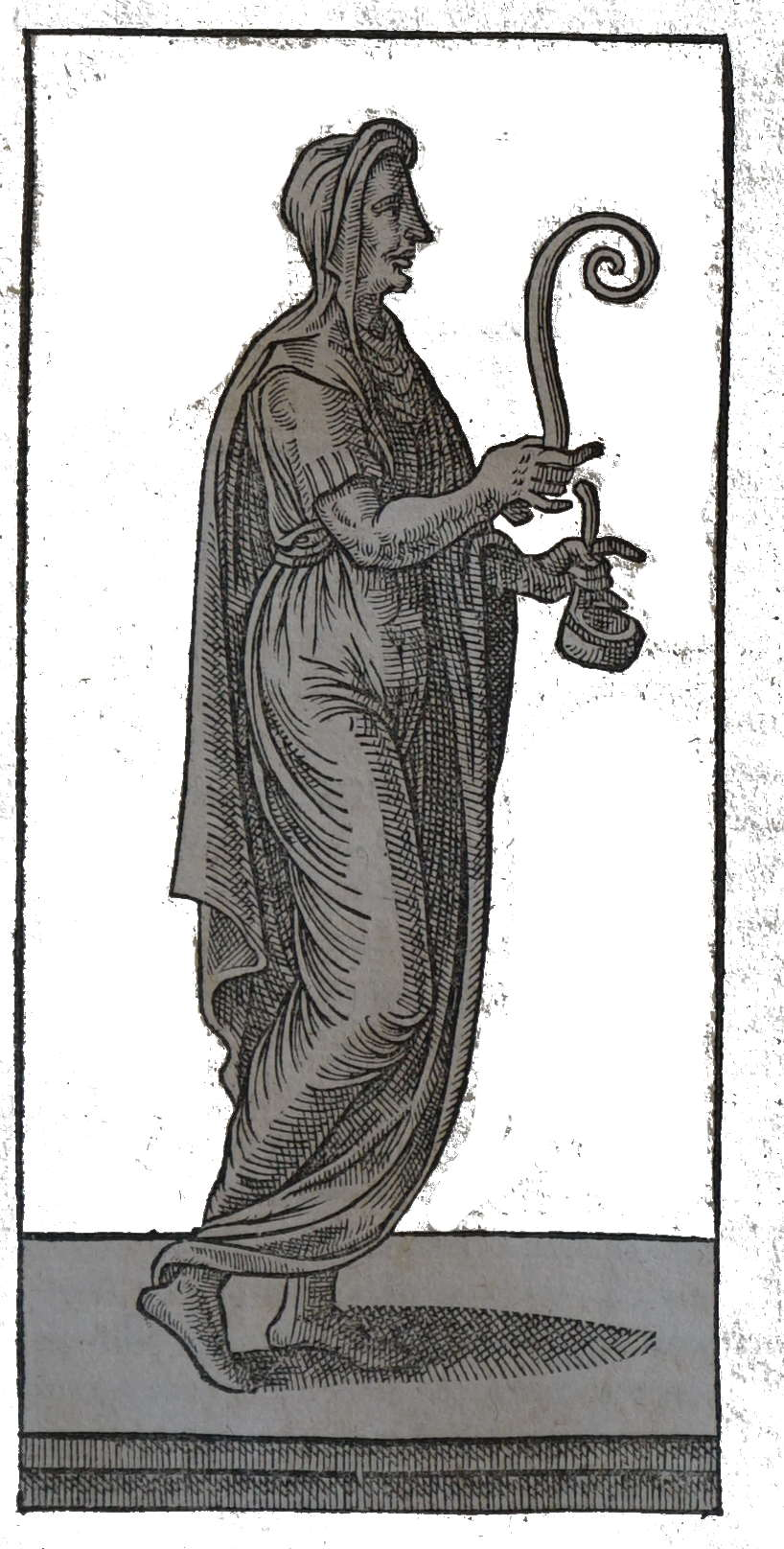
Жрець з літуусом. Ілюстрація до «Декад» Тита Лівія, 1583 р.

Лі́туус (лат. lituus) — давньоримський жрецький жезл. Також цим словом називали тип духового музичного інструмента. Саме слово lituus вважається латинським, здогадно похідним від якогось етруського культового слова для позначення жезла, зробленого за зразком пастушої ґирлиґи.

## Жезл
Літуусом називали жезл із завитим спіраллю кінцем (як у католицьких патериць і пастуших ґирлиґ), який використовували жерці-авгури для вказання священного місця в небі (templum). Проліт через це місце священних птахів тлумачився як добрий чи поганий знак для задуманої справи. Літуус був відзнакою жерців колегії авгурів.

## Музичний інструмент

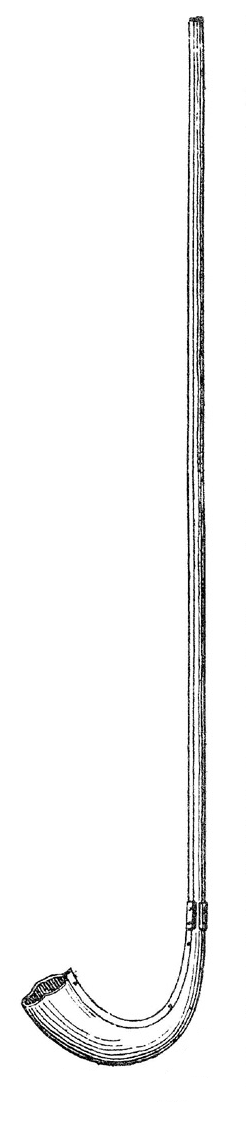
Етрусько-римський літуус

Літуус — етруський духовий музичний інструмент, аналогічний галльському карніксу. Мав форму літери J — у вигляді прямої трубки, загнутої на кінці. Пізніше був перейнятий від етрусків римлянами і використовувався під час урочистих процесій і для подавання сигналів в армії, зокрема у кавалерійських підрозділах. І в етрусків, і в римлян було прийнято одночасне використовування двох літуусів. Відзнакою етруських інструментів були віднімні мундштуки і більша довжина.
На ранніх етруських і римських зображеннях показано використовування літуусів на похоронних процесіях. Музиканти, що грали на них, називалися «літиценами» або «літикенами» (liticines, однина liticen). У поезії словом lituus могли називати й інші римські військові труби — буцини, туби.
У Середньовіччі, протягом X—XIII століть, літописці вживали слово lituus вельми в широкому сенсі: щодо давньоримських військових труб і рогів (буцин, туб, корну), а також (поряд з пізнішим французьким терміном trompe) щодо різноманітних музичних інструментів, використовуваних у християнських арміях.

## Інше
- «Літуус» (lituus) — латинська назва жезла, одного з типів спіралі